# Lertøj
Lertøj er en betegnelse for keramik brændt ved lave temperaturer og er ikke sintret. Det har bevaret sin porøsitet og er derfor ikke holdbart i frostvejr, hvis det i forvejen er blevet mættet med vand. En kendt type lertøj er terrakotta. 
Lertøj anvendes til husgeråd, navnlig i tidligere tid, figurer og forskellige former for tegl.
Selv om der normalt anvendes en eller anden form for lertøjsler, der slet ikke tåler brænding ved høj temperatur (ville smelte), kan man også fremstille lertøj af stentøjsler, hvis man ikke brænder det så hårdt, at det sintrer. 
På grund af skærvens porøsitet, glaseres lertøj ofte. Et eksempel på lertøj, der ikke er glaseret, er de danske jydepotter. I stedet er disse glittet med en sten.
En særlig form for lertøj er terra sigillata, der er en romersk betegnelse for rødligt lertøj, der dels er presset i en form med dekorationer, dels er overtrukket med et tyndt lag meget fint ler, der giver lertøjet en halvblank overflade (sigillata refererer til, at der er mønstre som fra et sigil i leret). I dag benyttes betegnelsen terra sigillata fortrinsvist om denne blanke overflade. 